# Frank Lobigs

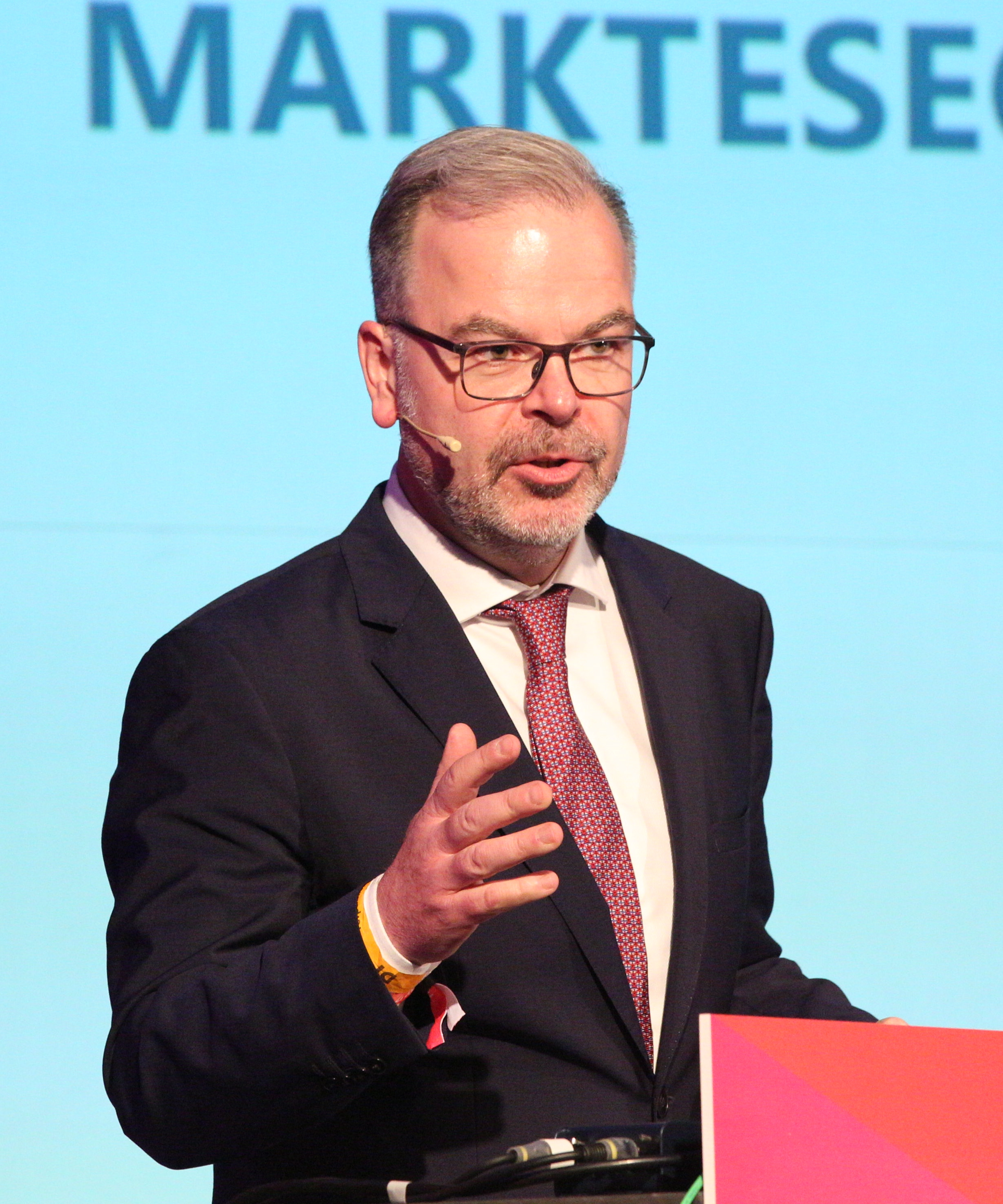
Frank Lobigs (2017)

Frank Lobigs ist ein deutscher Volkswirt, Kommunikations- und Medienwissenschaftler mit dem Schwerpunkt Medienökonomie. Seit 2007 ist er Professor für Medienökonomie an der Technischen Universität Dortmund.

## Leben
Lobigs schloss sein Studium als Diplom-Volkswirt (1999) sowie Diplom-Journalist (2002) ab. Von 2000 bis 2002 war er als wissenschaftlicher Mitarbeiter am Alfred-Weber-Institut für Wirtschaftswissenschaften der Ruprecht-Karls-Universität Heidelberg, von 2002 bis 2004 Assistent sowie von 2004 bis 2007 Oberassistent in der Abteilung Medienökonomie am Institut für Kommunikationswissenschaft und Medienforschung der Universität Zürich. 2006 promovierte er bei Gabriele Siegert und Otfried Jarren mit einer Dissertation zur medienökonomischen Theorie der Medien, die mit summa cum laude bewertet wurde. 2007 wurde er Professor für Journalistik mit dem Schwerpunkt Ökonomische Grundlagen des Journalismus am Institut für Journalistik der Technischen Universität Dortmund. 2013 belegte er den zweiten Listenplatz im Berufungsverfahren für die Professur für Medienökonomie an der Bauhaus-Universität Weimar.

## Forschungsschwerpunkte
Lobigs beschäftigt sich im Rahmen seiner Forschung mit den Themen Medienökonomie, Medienmanagement, Medienregulierung in Bezug auf journalistische Produkte und Anbieter sowie Kommunikationspolitik. Zudem untersucht er die digitale Transformation der Medienbranche sowie unternehmerischer und freier Journalismus. Er ist Mitherausgeber der Zeitschrift MedienWirtschaft. Perspektiven der digitalen Transformation sowie der Schriftenreihe Aktuell. Studien zum Journalismus.

## Schriften (Auswahl)
Herausgeberschaften
- mit Gabriele Siegert: Zwischen Marktversagen und Medienvielfalt. Medienmärkte im Fokus neuer medienökonomischer Anwendungen. Nomos, Baden-Baden 2004, ISBN 978-3-8329-0519-4.
- mit Gerret von Nordheim: Journalismus ist kein Geschäftsmodell. Aktuelle Studien zur Ökonomie und Nicht-Ökonomie des Journalismus. Nomos, Baden-Baden 2014, ISBN 978-3-8487-1150-5.

Monografien
- Medienmarkt und Medienmeritorik. Beiträge zur ökonomischen Theorie der Medien. (Dissertation) Universität Zürich, Zürich 2005. (online verfügbar; PDF, 1.820 kB)
- mit Gabriele Siegert, Rolf H. Weber und Dirk Spacek: Der Schutz innovativer publizistischer Konzepte im Medienwettbewerb. Nomos, Baden-Baden 2005, ISBN 978-3-8329-2394-5.
- mit Christoph Neuberger: Die Bedeutung des Internets im Rahmen der Vielfaltssicherung. Vistas, Berlin 2010, ISBN 978-3-89158-529-0.
- mit Christoph Neuberger: Meinungsmacht im Internet und die Digitalstrategien von Medienunternehmen: Neue Machtverhältnisse trotz expandierender Internet-Geschäfte der traditionellen Massenmedien-Konzerne. Vistas, Leipzig 2018, ISBN 978-3-89158-641-9.